# عصر ناپلئون

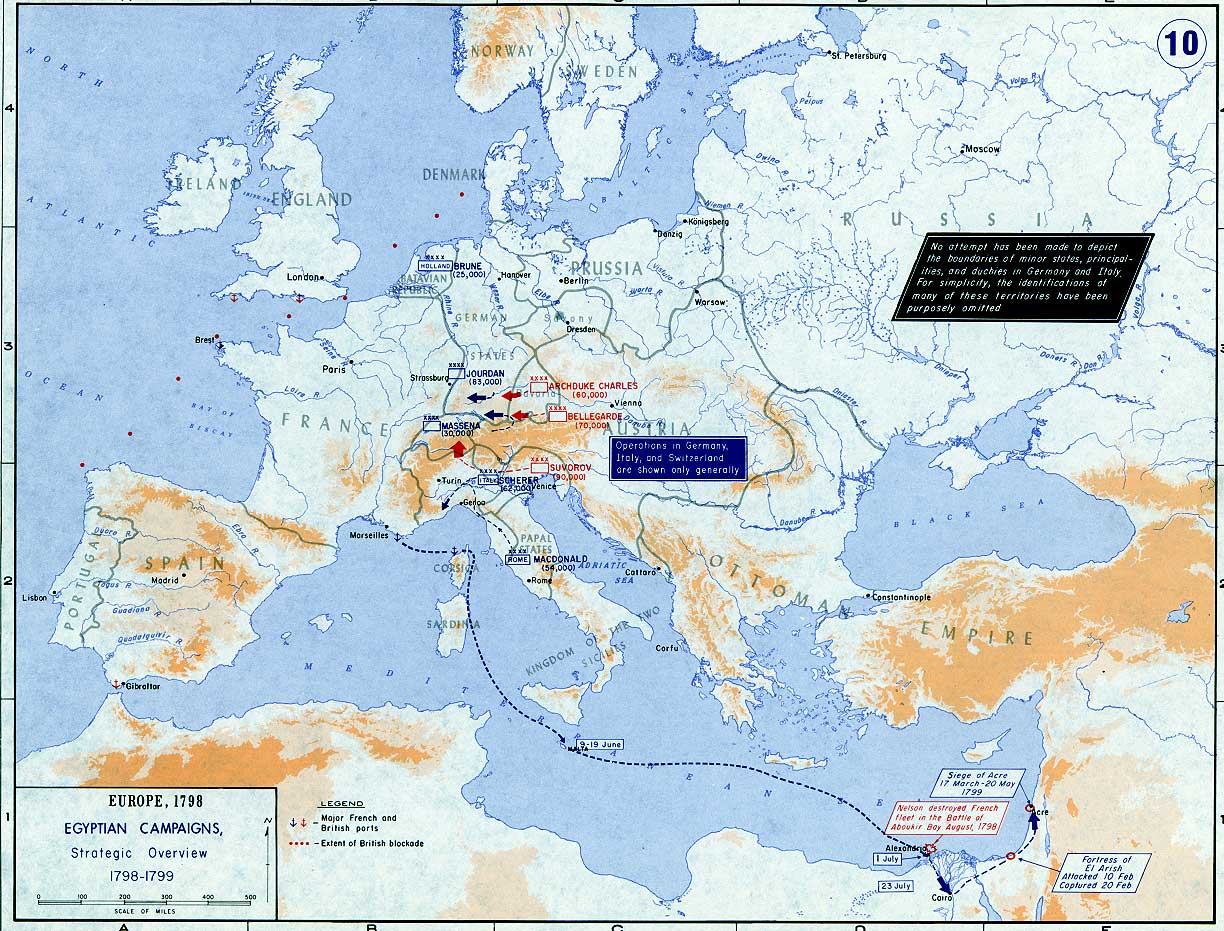
وضعیت استراتژیک اروپا در سال ۱۷۹۸

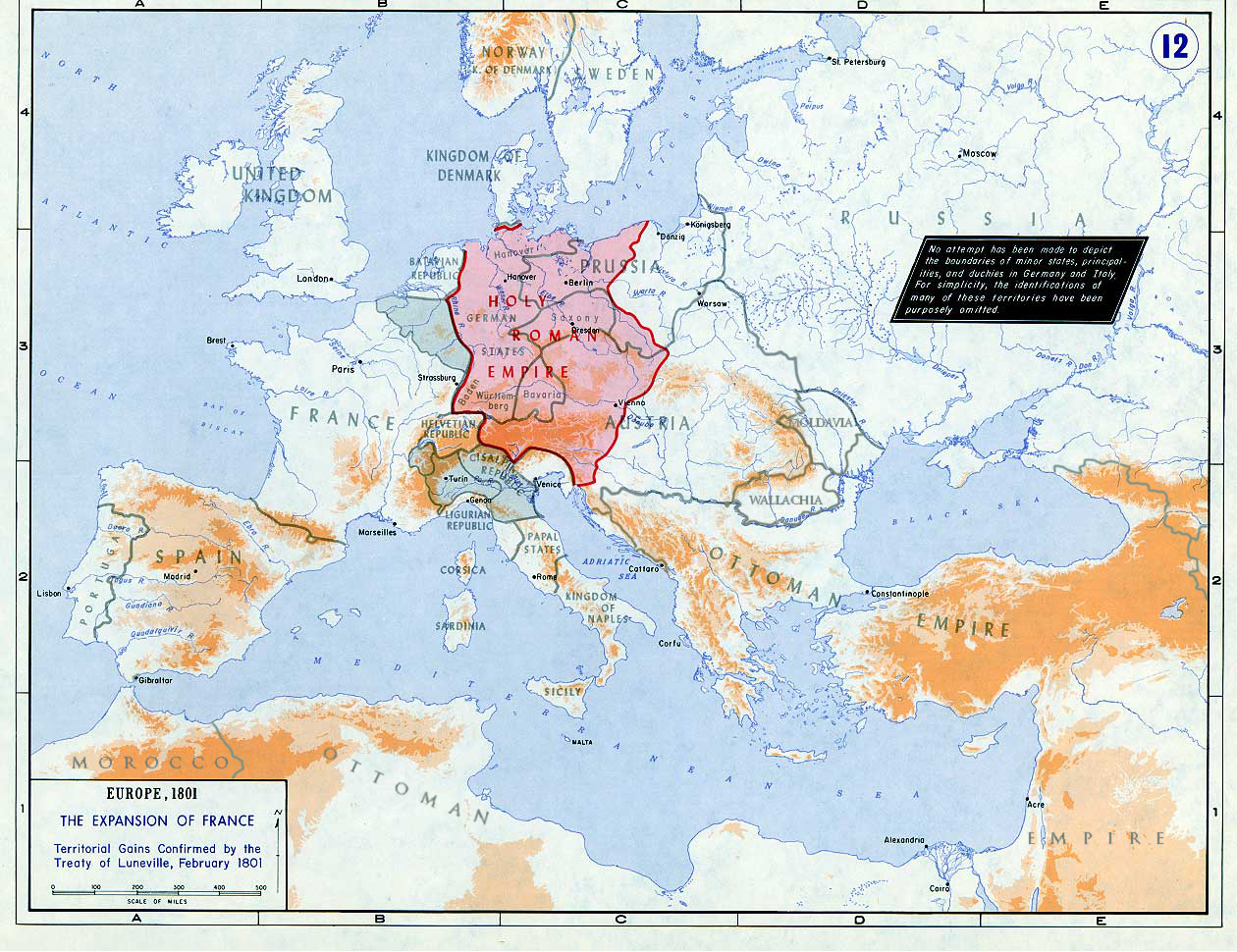
وضعیت استراتژیک اروپا در سال ۱۸۰۱

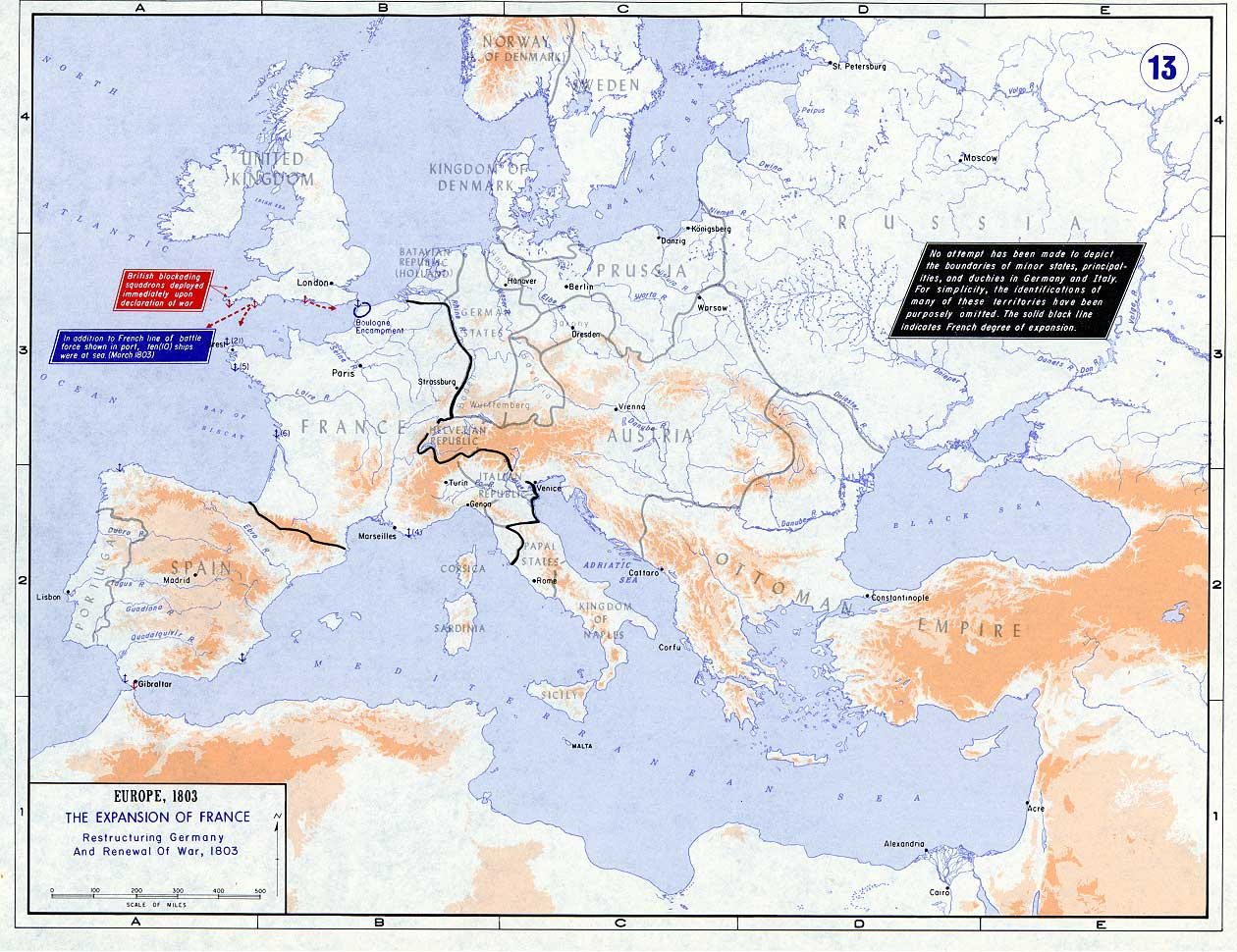
وضعیت استراتژیک اروپا در سال ۱۸۰۳

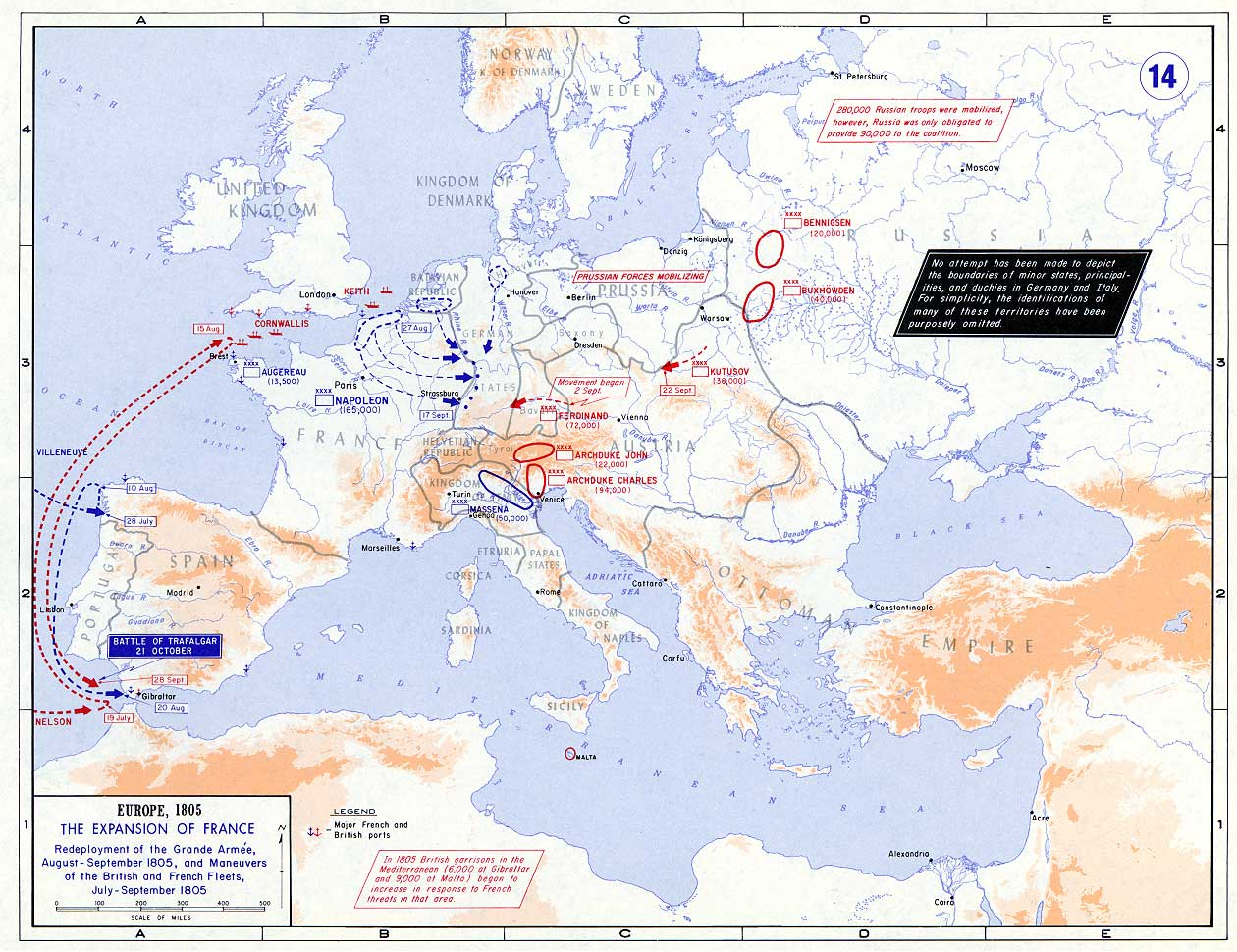
وضعیت استراتژیک اروپا در سال ۱۸۰۵

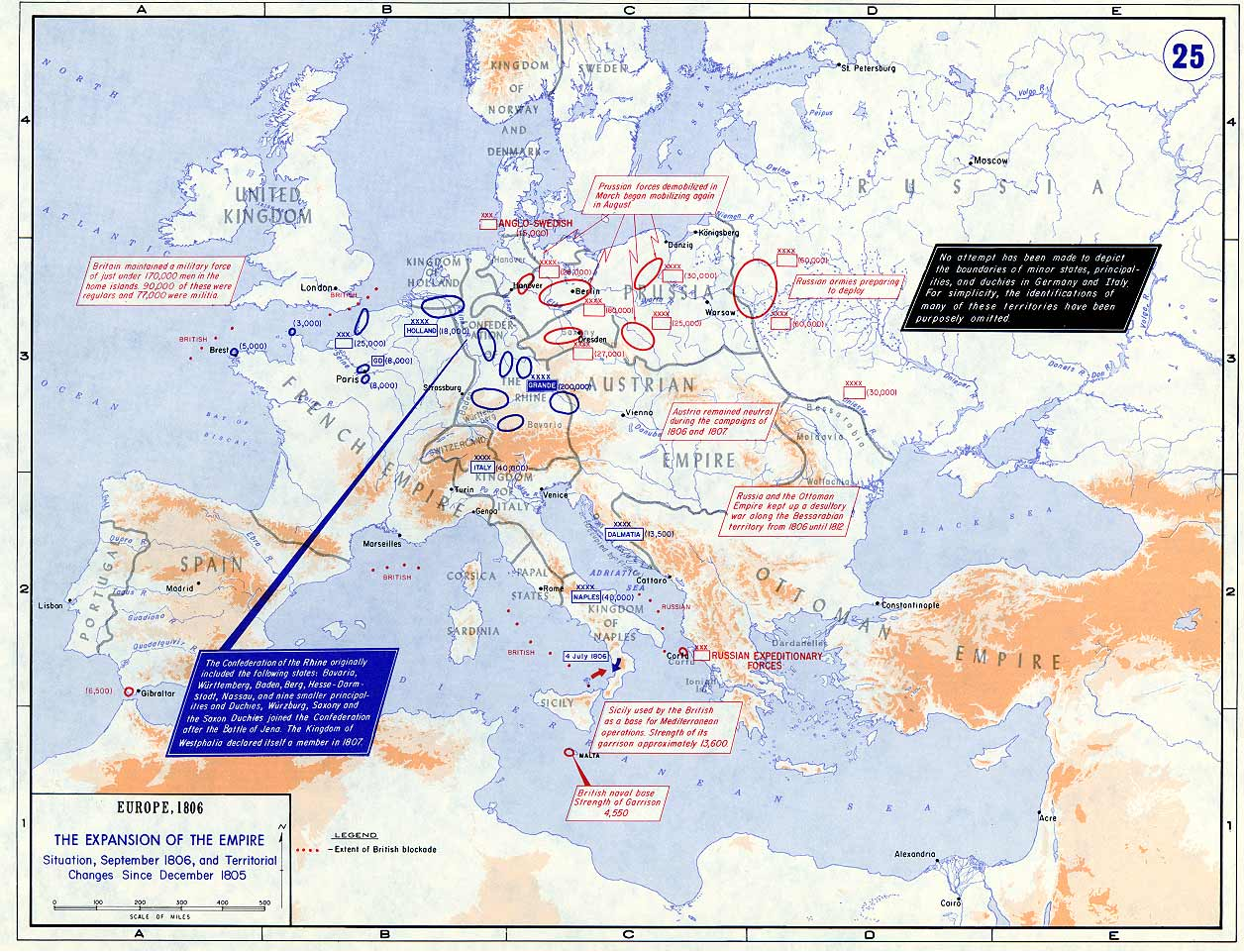
وضعیت استراتژیک اروپا در سال ۱۸۰۶

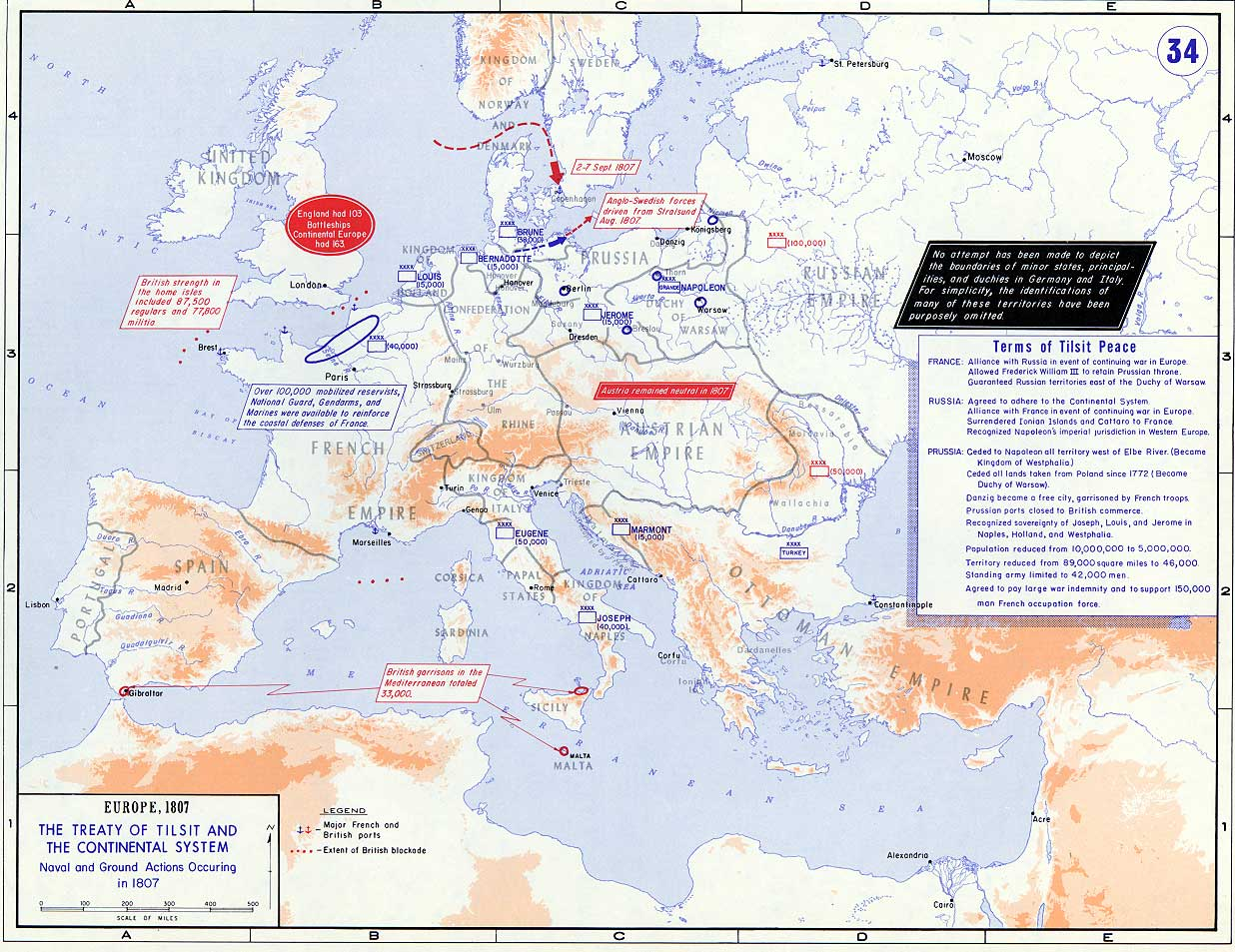
وضعیت استراتژیک اروپا در سال ۱۸۰۷

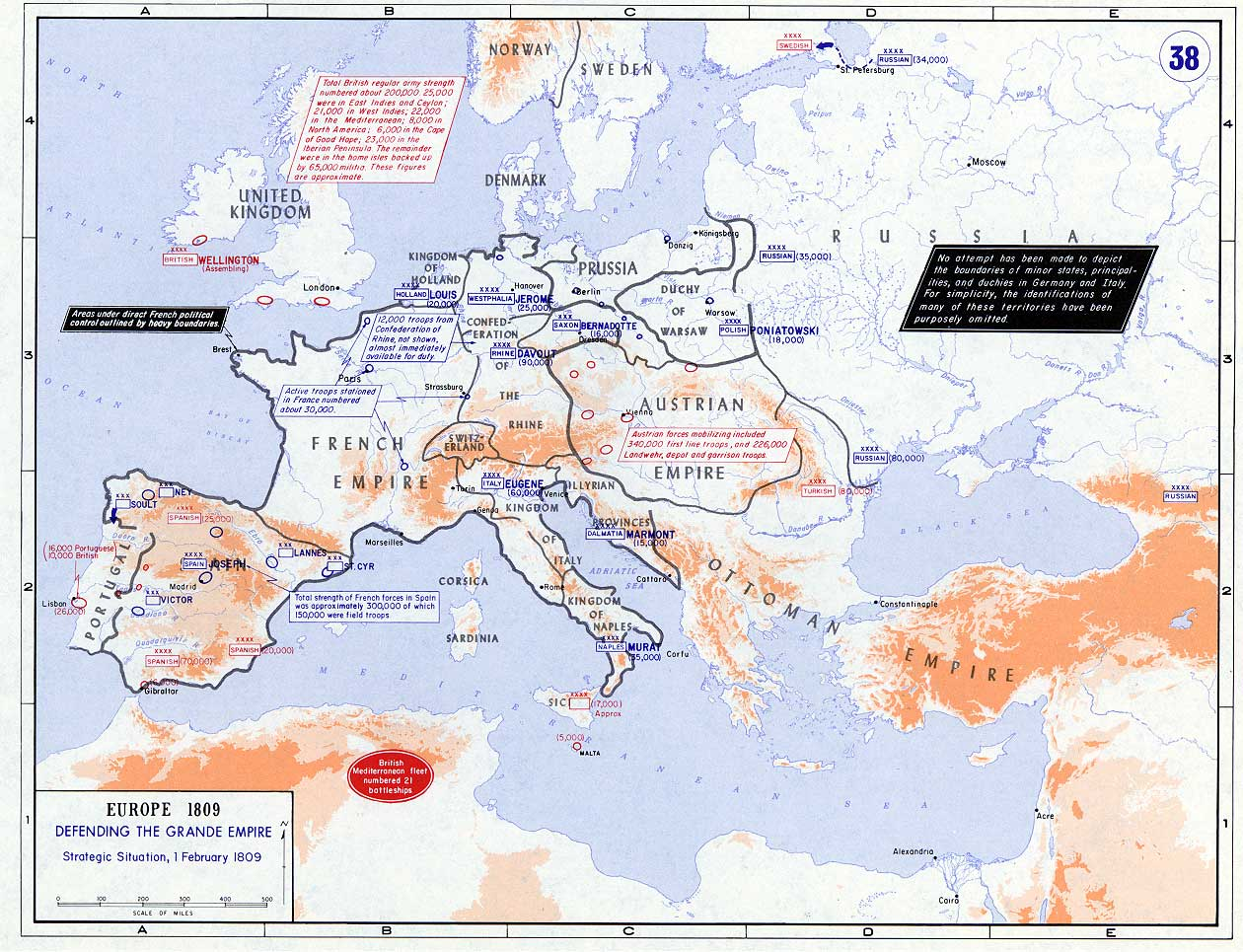
وضعیت استراتژیک اروپا در سال ۱۸۰۹

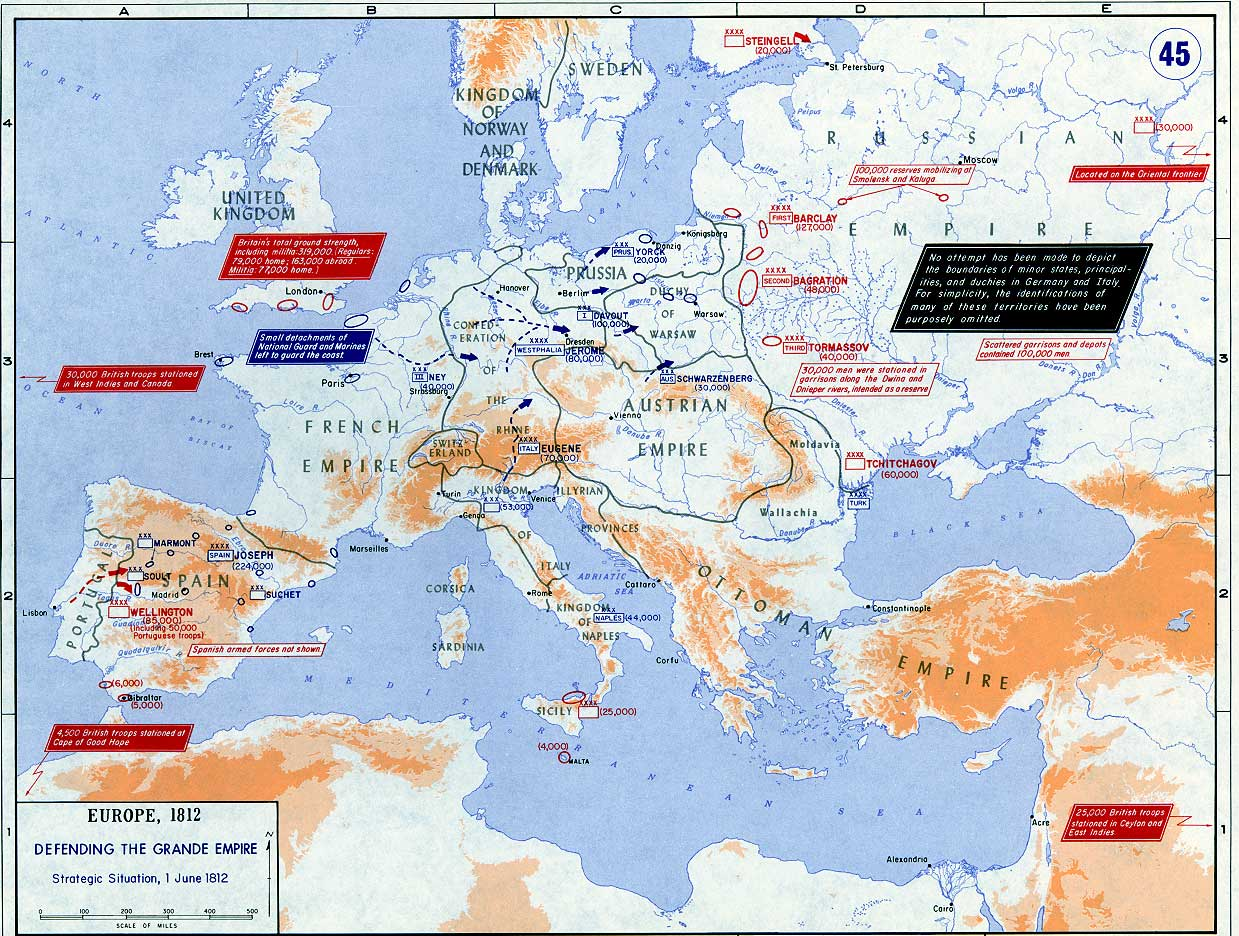
وضعیت استراتژیک اروپا در سال ۱۸۱۲

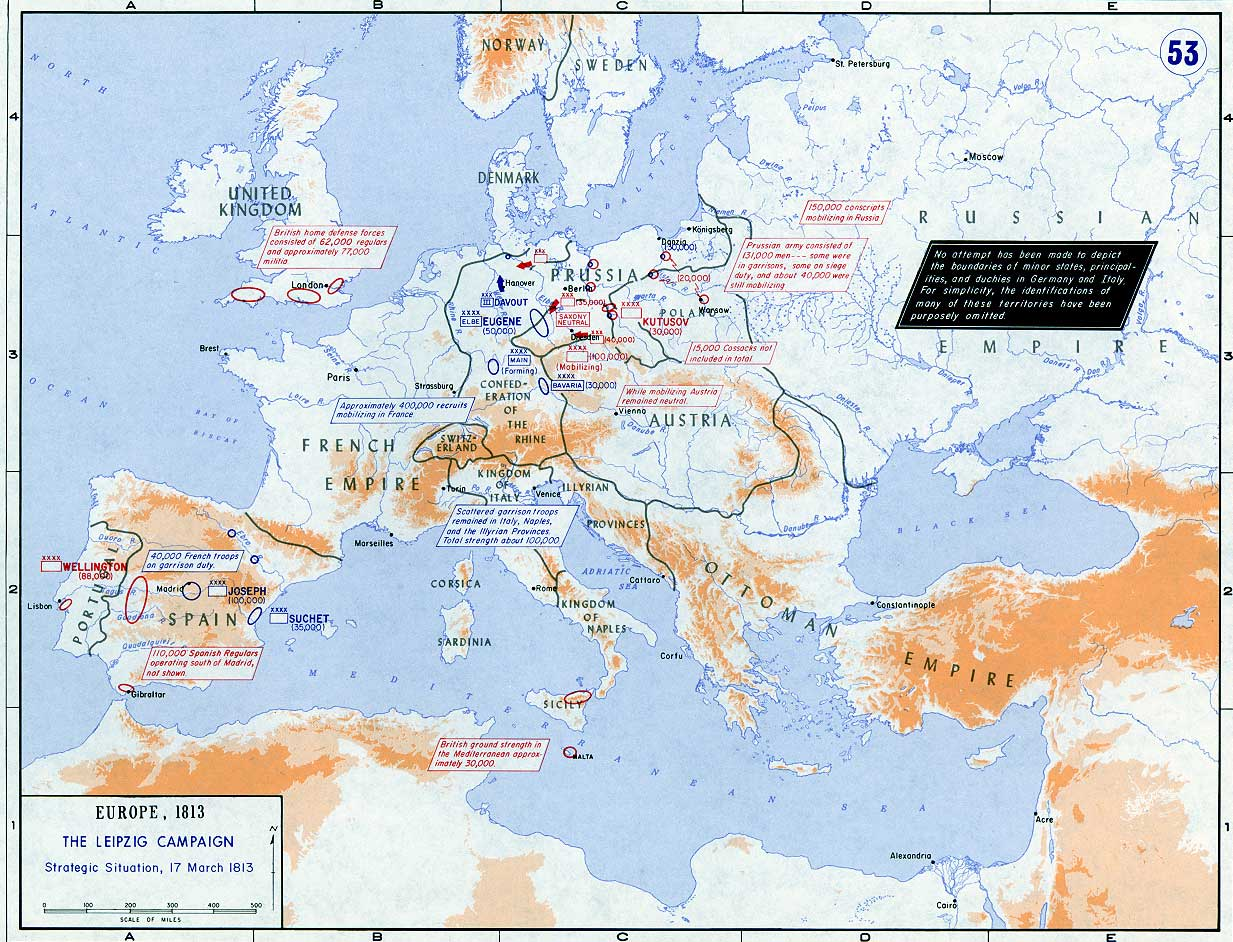
وضعیت استراتژیک اروپا در سال ۱۸۱۳

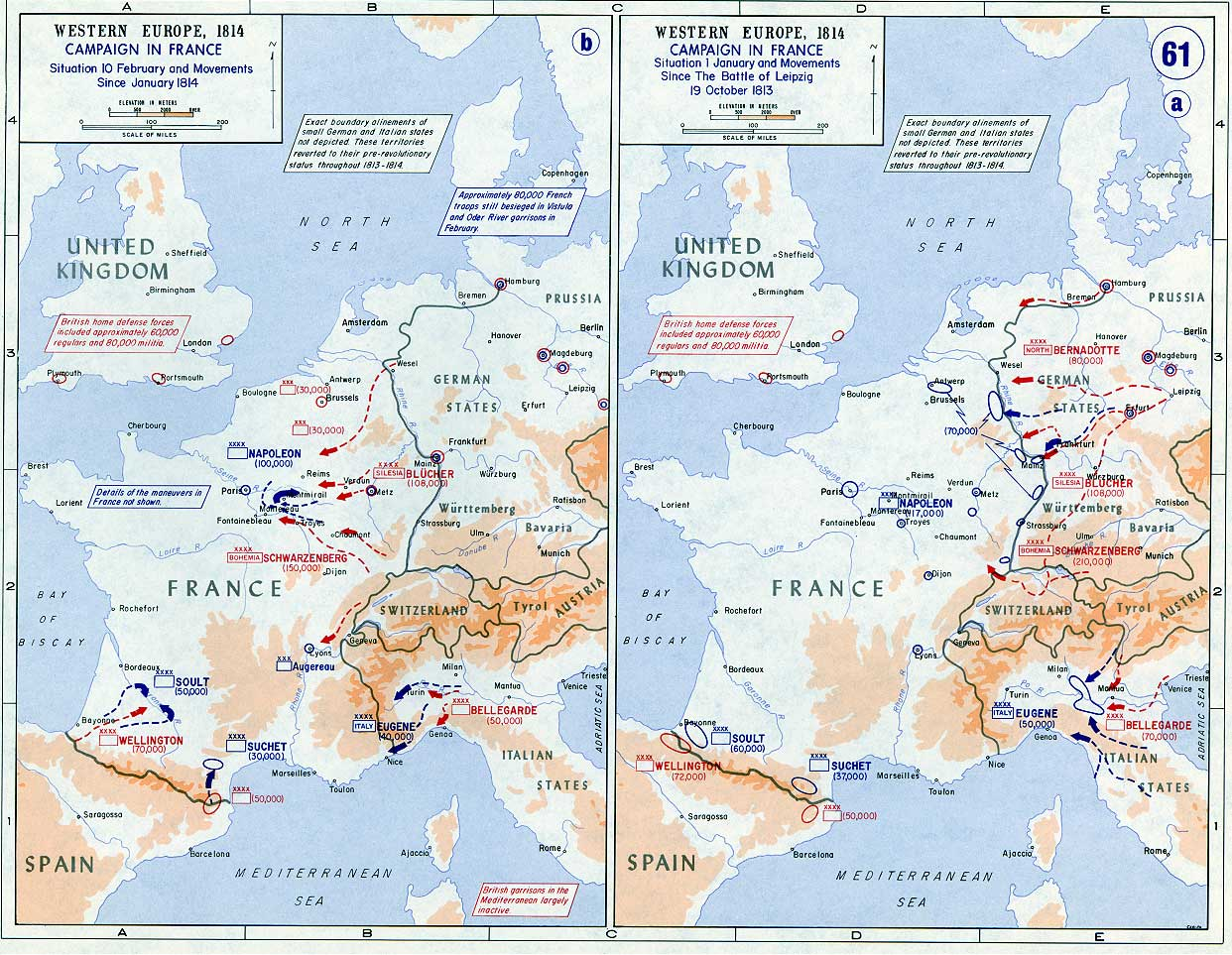
وضعیت استراتژیک اروپا در سال ۱۸۱۴

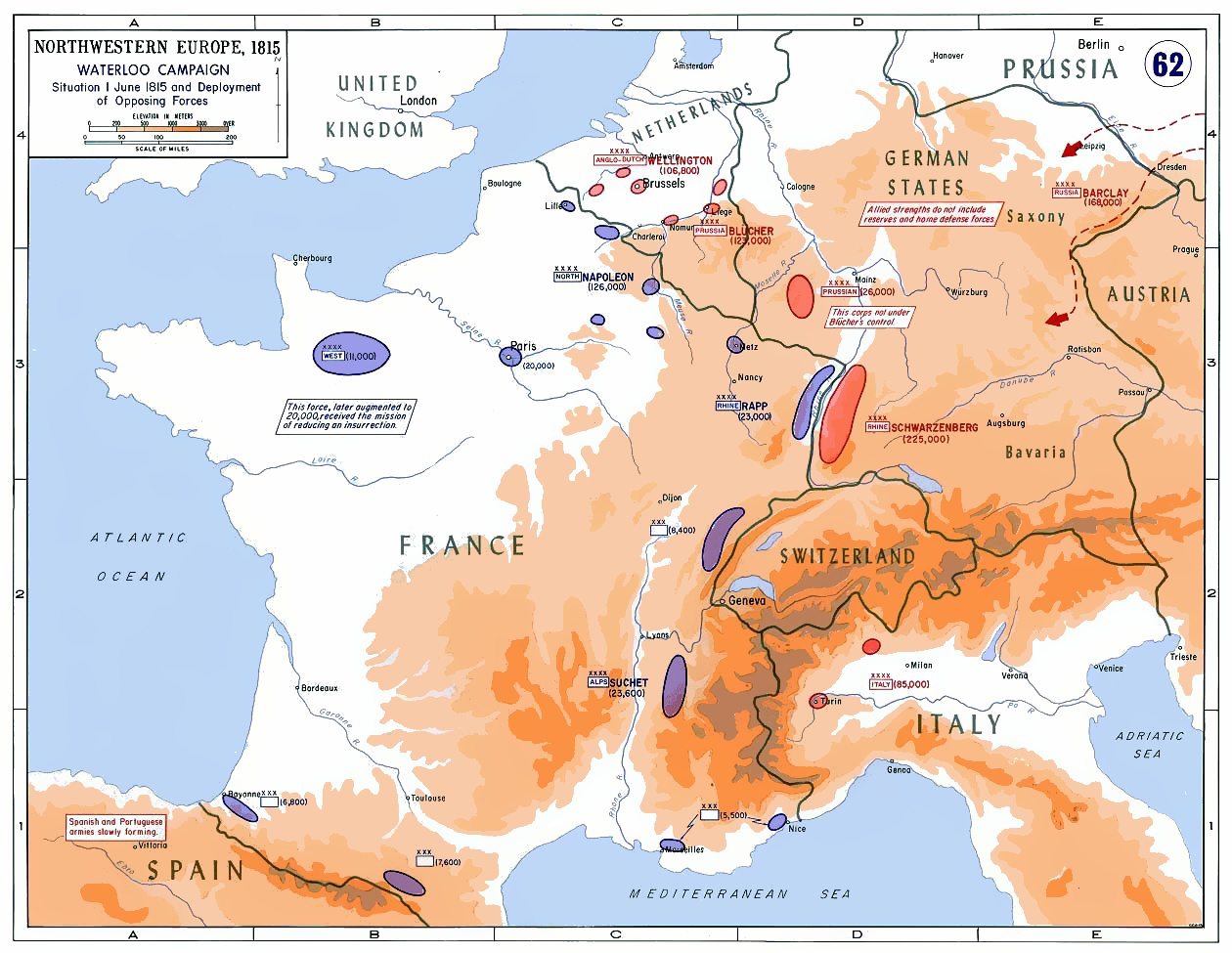
وضعیت استراتژیک اروپا در سال ۱۸۱۵

عصر ناپلئون دورانی از تاریخ فرانسه و اروپا‌ست که حدود آن از سال ۱۷۹۹ شروع می‌شود و با کنگره وین در سال‌های ۱۸۱۴-۱۵ خاتمه می‌یابد. دلیل این نام‌گذاری در تاریخ موضوعی و زمانی این است که ناپلئون با کشور گشایی‌های خود تاریخ جدیدی را در آن زمانِ اروپا به وجود می‌آورد.